# 人さまざま
『人さまざま』（ひとさまざま、希: Ἠθικοὶ χαρακτῆρες）は、古代ギリシアの哲学者テオプラストスにより書かれた著作である。『性格論』（せいかくろん）とも。

## 概要
テオプラストスはアリストテレスから学び、師の死後にはリュケイオン学園の学頭となった哲学者である。テオプラストスは膨大な著作を執筆したとされているが、本書は数少ない現存する著作の一つである。ただし本書が果たして本人によって初めから作品としてまとめられていたのか、また執筆された具体的な時期はいつであるかには議論の余地がある。ディオゲネス・ラエルティオスが残した著作目録によればテオプラストスは形而上学や植物学などの著作を著しており、本書も目録に含まれているために、ここでは本書はテオプラストスの作品群として位置づける。その内容は30章にわたってさまざまな性格の人間のありようを描き出すというものである。
テオプラストスはまず性格について定義した上で、さらにそのような性格を備えた人物の振る舞いを記述しながら論じている。本書で取り上げられている性格は多種多様である。例えば実際よりも下のふりをしてみせる性格である空とぼけの性格について、自分に敵意を持つ人々ともよく言葉を交わして敵対するそぶりを見せない人、また借金や寄付を求められれば自分が貧乏だと言う人であると述べている。また恐怖のために心がくじける性格である臆病についても、戦場で武器をとり忘れたと言いながら自分の持ち場を仲間にまかせ、陣地に戻って武器を探すふりをして時間を稼ぐような人だとする。いやしい利得をむさぼる貪欲については、食事に人を招きながら十分な量の食事を出さず、また無料観劇の日にだけ息子をつれて芝居に行くような人物だと評する。このようにテオプラストスは本書でさまざまな人間の徳を列挙し、実際の人物を想定しながらそれらを比較検討している。

## 扱われている性格類型
岩波文庫版（森進一訳）による。
1. 空とぼけ
2. へつらい
3. 無駄口
4. 粗野
5. お愛想
6. 無頼
7. おしゃべり
8. 噂好き
9. 恥知らず
10. けち
11. いやがらせ
12. 頓馬
13. お節介
14. 上の空
15. へそまがり
16. 迷信
17. 不平
18. 疑い深さ
19. 不潔
20. 不作法
21. 虚栄
22. しみったれ
23. ほら吹き
24. 横柄
25. 臆病
26. 独裁好み
27. 年寄の冷水[1]
28. 悪態
29. 悪人びいき
30. 貪欲

## 成立年代
「前書き」にはテオプラストス99歳のときの著作とあるが、この「前書き」は後人の付加とするのが通説である。森進一は、第8章「噂好き」にポリュペルコンと「王」（前317年に殺害されたピリッポス3世と推定される）がカッサンドロスを戦いで破ったことが記されていること、第23章「ほら吹き」にアンティパトロス（前319年死去）が摂政として登場すること、の2点を根拠として、前319/前318年頃の成立と推定している。

## 書誌情報
- 吉田正通訳『人さまざま』岩波書店〈岩波文庫〉、1938年11月。
  - 一穂社〈古典籍文庫〉、2005年10月。（岩波文庫版を底本とするオンデマンド版） ISBN 4-86181-108-2
- 藤井義夫訳『性格論』（『世界人生論全集 1』筑摩書房、1963年、所収）。
- 森進一訳『人さまざま』岩波書店〈岩波文庫〉、1982年1月。 ISBN 4-00-336091-5

題名は『性格論』の方が原題に忠実だが、吉田正通による最初の岩波文庫版で『人さまざま』の訳題が採用され、森進一による改訳でもこの題名が踏襲された。

## 影響
北杜夫は本書を旧制松本高校時代の愛読書のひとつとして挙げており、本書を下敷きにしたエッセイ『マンボウ人間博物館』（『文藝春秋』1981年1月号 - 12月号連載、1982年文藝春秋より刊行）を執筆している。北によれば、友人の堤精二から勧められて読んだものという。